# Золотистый коки
Золотистый коки (лат. Eleutherodactylus jasperi) — крайне редкое (возможно, вымершее) животное рода листовых лягушек из семейства Eleutherodactylidae. 
Золотистый коки крайне мал и достигает длины тела не более 2 сантиметров. Он является единственным известным живородящим (яйцеживородящим) земноводным из семейства Eleutherodactylidae. Животные эти обитают только на острове Пуэрто-Рико (эндемики), в тропических и субтропических влажных лесах и в горных районах вокруг города Кайей, на высотах между 647 и 785 метрами над уровнем моря.
Животное было впервые обнаружено и научно исследовано в 1970 году четырьмя американскими учёными: Джорджем Дрюри, Кирклэндом Джонсом, Джулией Кларк и Джаспером Лофтус-Хиллом. После того, как д-р Джаспер-Хилл трагически погиб в автокатастрофе, его имя было присвоено золотистому коки (Eleutherodactylus JASPERI).
Золотистый коки, названный так по окраске своей кожи, последний раз наблюдался учёными в 1981 году, с тех пор в дикой природе встреч с ним не зафиксировано. Это земноводное занесено в Красную книгу МСОП и с 2004 года относится к категории животных, находящихся в критической опасности. Значительную роль в уменьшении количества золотистых коки сыграло развитие сельскохозяйственной деятельности в ареале их обитания. Согласно информации Красной книги МСОП на 2020 год, оставалось не более 50 (0-49) особей. Вероятно, исчез.